# 萩原隆匡
萩原 隆匡（はぎわら たかまさ、1978年6月8日 - ）は、日本のミュージカル俳優および振付師。東京都出身。劇団四季所属。

## 人物
- 高校生時代に劇団四季の『キャッツ』を観劇し、ミュージカルを志す。
- 高校卒業後、舞台芸術学院にて学び、1999年、37期生として劇団四季研究所に入所。『コーラスライン』で初舞台を踏む。
- 『キャッツ』では、ギルバート、マンゴジェリー、コリコパット、『ウェストサイド物語』では、ビッグ･ディール、ベルナルドなどを演じている。
- 『ソング&ダンス』シリーズには1作目からすべて出演している。他にも、『クレイジー・フォー・ユー』に出演。
- 『アラジン』では、開幕当初カシームであったが、ジーニーにキャスティングされていた道口瑞之が開幕直前の稽古中に捻挫し、急遽代役に抜擢される。2015年6月23日カシームデビュー。2015年7月8日ジーニーデビュー。
- 『バケモノの子』の振り付けを担当。
- 『ゴースト＆レディ』の開幕キャストとして2024年5月6日グレイデビュー。

## 出演作品
- コーラスライン - グレッグ
- キャッツ - ラム・タム・タガー、マンゴジェリー、ギルバート、コリコパット、マンカストラップ
- ウェストサイド物語 - ベルナルド、ビッグ・ディール
- 雪ん子 - はやてのげん、人さらい
- ソング＆ダンス I～III、55ステップス
- 夢から醒めた夢
- コンタクト
- アイーダ
- 李香蘭
- ライオンキング - アンサンブル、スカー
- クレイジー・フォー・ユー - ワイアット、ピート、ボビー
- アラジン - カシーム、ジーニー
- ブラックコメディ - ブリンズリー
- マンマ・ミーア！ - サム・カーマイケル
- ロボット・イン・ザ・ガーデン - カトウ
- ゴースト＆レディ - グレイ

## 振付作品
- カモメに飛ぶことを教えた猫
- バケモノの子（2022年）